# Корелов, Мстислав Николаевич
Мстислав Николаевич Корелов (1911—1995) — советский орнитолог, один из авторов капитального труда «Птицы Казахстана» (1960—1974), лауреат Государственной премии Казахской ССР.

## Биография
Родился 4 (17) октября 1911 года в Самарканде в семье военного.
В 1930 году окончил в Ташкенте школу-девятилетку и работал в САГУ — Среднеазиатском государственном университете лаборантом и препаратором. Одновременно с 1931 по 1936 год учился на биологическом факультете.
С мая 1937 года работал в Алма-Атинском государственном заповеднике сначала младшим научным сотрудником, затем — заведующим зоологическим сектором.
С 20 апреля по 27 июля 1941 г. — старший научный сотрудник Казахстанской зональной лаборатории ВНИО, с этой должности призван в РККА, служил в войсках химической защиты Забайкальского фронта (командир взвода, начальник полевой химической лаборатории, начальник химической службы полка), с 1945 по июль 1946 г. — старший химик на складе НКО на станции Арысь (Южный Казахстан).
С 1 августа 1946 года и до выхода на пенсию работал в лаборатории экологии и систематики птиц, рептилий и амфибий Института зоологии Академии наук Казахстана.
В 1947 г. (19 декабря) защитил кандидатскую диссертацию на тему «Летучие мыши Казахстана», 30 декабря 1950 г. утверждён в звании старшего научного сотрудника.
Описал новый подвид полевого жаворонка Alauda arvensis dementjevi Korelov (1953).
Был одним из трех основных исполнителей (с И. А. Долгушиным и М. А. Кузьминой) фундаментального труда: 5-томной сводки «Птицы Казахстана». Был редактором 3 и 4 томов.
С 1972 года на пенсии.
Лауреат Государственной премии Казахской ССР 1978 года — в составе авторского коллектива справочника «Птицы Казахстана». Награждён медалями «За победу над Германией» (22.11.1945) и «За трудовую доблесть» (30.12.1953).
Скоропостижно умер 30 декабря 1995 г.
В честь Корелова названы:
- Тибетский серый журавль Grus grus korelovi Ilyashenko et Belyalov, 2011[1].
- Чинковый балобан Falco cherrug korelovi Pfeffer et Karyakin, 2011 (новое название для преоккупированного Falco cherrug aralocaspius Pfeffer et Karyakin, 2010 (non Falco (Hierofalco) aralocaspius O. Kleinschmidt, 1939.))[2]